# DSign Music
DSign Music（デザイン・ミュージック）は、ノルウェートロンハイム出身の企業兼プロデューサーグループ。2005年設立および結成。

## 解説
初期Dsign Musicは、ロビン・ジェンセン、アン・ジュディス・ウィック、ナルミン・ハランバシック、ロニー・スヴェンセンによって2005年に結成された。その後、2010年にジン・スク・チョイが加入した。
これまでに3,500万枚を超えるレコード売り上げを達成し、20億を超えるストリーミング再生回数、400を超える曲のリリースを行い、世界でもトップクラスの功績を残すことに成功してきた。 
安室奈美恵、倖田來未、嵐、E-Girls、クリスタル・ケイ、EXILE TRIBEといったトップJ-POPアーティストだけではなく、BoA、少女時代、Red Velvet、東方神起、TWICEといった、日本国内でも高い人気を誇るK-POPアーティストのヒット曲の作曲、制作、アレンジも担当した。アジア圏以外においても、リッキー・マーティンによる、2017年のヒット曲「VentePa'Ca」（ソニーミュージック）の制作を担当した。この曲は世界14か国で1位を獲得し、ビルボードにおけるラテンチャートとトロピカルポップチャートの2つで1位となり、6億回を超えるストリーミング再生回数を達成した。
総合100万回のCD売り上げとダウンロード数、多数のプラチナ賞も受賞し、YouTubeでの再生回数は16億回を既に超えている。加えて、ASCAPおよびSESACラテンアワードを受賞し、同年にはラスベガスで開催されたラテングラミー賞において、「ソングオブザイヤー」および「レコードオブザイヤー」にもノミネートされた。また、Dsign Musicは、音楽出版、ミュージカル、テレビ番組、音楽アプリケーション、映画音楽などの他のベンチャーにも関わっている。
チームは2008年から2016年にかけてユニバーサル・ミュージック・パブリッシング・グループと出版契約を結び、現在は李秀満（SMエンタテインメントの創設者）と共同設立したEKKO Music Rightsと呼ばれるCTGA（Culture Technology Group Asia）の一部門と契約している。
Dsign Musicは、2015年から欧州舞台作家作曲家協会（SESAC）によって代表されている。

## メンバー
- ロビン・ジェンセン (代表取締役/マネージャー)
- アン・ジュディス・ウィック(ソングライター/トップライナー/作曲家/シンガー)
- ナルミン・ハランバシック　(ソングライター/トップライナー/作曲家/プロデューサー)
- ロニー・スヴェンセン　(ソングライター/作曲家/プロデューサー)
- ジン・スク・チョイ(韓国代表取締役/ソングライター/作曲家/プロデューサー)
- 谷内カンナ(日本代表マネージャー)

## 成績

### ランキングチャート成績

#### 2009
- 安室奈美恵 − アルバム『PAST < FUTURE』 	オリコン月間アルバムチャート第1位
- 安室奈美恵 − アルバム『PAST < FUTURE』 	Billboard Japan アルバム・セールス・チャート第1位

#### 2011
- 少女時代 − アルバム『GIRLS' GENERATION』	Billboard Japan アルバム・セールス・チャート第1位
- 東方神起 − アルバム『TONE』	オリコン週間アルバムチャート第1位
- 東方神起 − アルバム『TONE』	オリコン月間アルバムチャート第1位
- 東方神起 − アルバム『TONE』	Billboard Japan アルバム・セールス・チャート第1位

#### 2013
- 安室奈美恵 − シングル曲『Big Boys Cry/Beautiful』	Billboard Japanラジオ・エアプレイ・チャート第1位
- 安室奈美恵 − アルバム『FEEL』	Billboard Japan アルバム・セールス・チャート第1位
- 安室奈美恵 − アルバム『FEEL』	オリコン週間アルバムチャート第1位
- 安室奈美恵 − アルバム『FEEL』	オリコン月間アルバムチャート第1位
- 少女時代 − シングル『I Got a Boy』	Billboard US World Albums第1位
- 少女時代 − シングル『I Got a Boy』	Billboard K-Pop Hot 100第1位
- イ・ヒョリ − シングル『Bad Girls』	Billboard K-Pop Hot 100第1位
- EXO − アルバム『XOXO (KISS&HUG)』	Billboard US World Albums第1位
- f(x) − アルバム『Pink Tape』	Billboard US World Albums第1位
- f(x) − シングル『初めての親知らず (Rum Pum Pum Pum)』	Billboard K-Pop Hot 100第1位
- EXO − アルバム『12月の奇跡』	Billboard US World Albums第1位

#### 2014
- 少女時代 − アルバム『Mr.Mr.』 	Billboard US Heatseekers Albums第1位
- SUPER JUNIOR − アルバム『MAMACITA』	Billboard US World Albums第1位
- 少女時代 − アルバム『THE BEST』	オリコン週間アルバムチャート第1位
- 少女時代 − アルバム『THE BEST』	Billboard Japan アルバム・セールス・チャート第1位
- 嵐 − アルバム『THE DIGITALIAN』	Billboard Japan アルバム・セールス・チャート第1位
- 嵐 − アルバム『THE DIGITALIAN』	オリコン週間アルバムチャート第1位
- 嵐 − アルバム『THE DIGITALIAN』	オリコン月間アルバムチャート第1位

#### 2015
- EXO − アルバム『Exodus, Love Me Right』	Billboard US World Albums第1位
- ジョンヒョン (SHINee) − アルバムBASE	Billboard US World Albums第1位
- ネイサン・サイクス − シングルKiss Me Quick	Billboard US Dance Club Songs第1位
- 少女時代 − アルバム『Holiday Night』	Billboard US World Albums第1位
- Red Velvet − アルバム『The Red』 	Billboard US World Albums第1位
- EXO − シングル『Love Me Right 〜Romantic Universe〜』	オリコン週間シングル・チャート第1位
- EXO − シングル『Love Me Right 〜Romantic Universe〜』	Billboard Japan シングル・チャート第1位
- f(x) − アルバム『4 Walls』 	Billboard US World Albums第1位

#### 2016
- リッキー・マーティン − シングル曲『Vente Pa'Ca feat. Maluma』	Billboard US Tropical Airplay第1位
- リッキー・マーティン − シングル曲『Vente Pa'Ca feat. Maluma』	Billboard US Latin Pop Airplay第1位
- リッキー・マーティン − シングル曲『Vente Pa'Ca feat. Maluma』	Billboard US Latin Airplay第1位
- リッキー・マーティン − シングル曲『Vente Pa'Ca feat. Maluma』	Billboard Mexico Espanol Airplay第1位
- リッキー・マーティン − シングル曲『Vente Pa'Ca feat. Maluma』	Billboard Mexico Airplay第1位
- B.A.P − アルバム『Noir』	Billboard US World Albums第1位

#### 2017
- E-girls − アルバム『E.G. CRAZY』	オリコン日間アルバムチャート第1位
- E-girls − アルバム『E.G. CRAZY』	オリコン週間アルバムチャート第1位
- E-girls − アルバム『E.G. CRAZY』	Billboard Japan アルバム・セールス・チャート第1位
- E-girls − アルバム『E.G. CRAZY』	Billboard Japan アルバム・チャート第1位
- EXO − アルバム『THE WAR』	Billboard US World Albums第1位
- 少女時代 − アルバム『Holiday Night』	Billboard US World Albums第1位
- 倖田來未 − アルバム『W FACE 〜outside〜』	オリコン週間アルバムチャート第1位
- 安室奈美恵 − アルバム『Finally』	オリコン日間アルバムチャート第1位
- 安室奈美恵 − アルバム『Finally』	オリコン週間アルバムチャート第1位
- 安室奈美恵 − アルバム『Finally』	オリコン月間アルバムチャート第1位
- 安室奈美恵 − アルバム『Finally』	オリコン年間アルバムチャート第1位
- 安室奈美恵 − アルバム『Finally』	Billboard Japan 年間アルバム・セールス・チャート第1位
- 安室奈美恵 − アルバム『Finally』	Billboard Japan 年間アルバム・チャート第1位
- 安室奈美恵 − アルバム『Finally』	Billboard Japan アルバム・セールス・チャート第1位
- 安室奈美恵 − アルバム『Finally』	Billboard Japan アルバム・チャート第1位

#### 2018
- 安室奈美恵 − アルバム『Finally』	Billboard Japan ダウンロード・アルバム・チャート第1位
- 安室奈美恵 − アルバム『Finally』	オリコン週間デジタルアルバムチャート第1位
- ジョンヒョン (SHINee) − アルバム『 Artist』 	オリコン週間インターナショナルアルバムチャート第1位
- ジョンヒョン (SHINee) − アルバム『Poet | Artist』 	Billboard US World Albums第1位
- EXO − アルバム『COUNTDOWN』 	オリコン週間アルバムチャート第1位
- EXO − アルバム『COUNTDOWN』 	Billboard Japan アルバム・チャート第1位
- TWICE − シングル『Dance The Night Away』	Billboard K-POP 100第1位
- NCT 127 − アルバム『Regular-Irregular』	Billboard US World Digital Songs第1位
- Red Velvet − アルバム『RBB』	Billboard US Heatseekers Albums第1位

#### 2019
- TWICE − アルバム『#TWICE2』	オリコン週間アルバムチャート第1位
- TWICE − アルバム『#TWICE2』	オリコン週間デジタルアルバムチャート第1位
- TWICE − アルバム『#TWICE2』	Billboard Japan アルバム・チャート第1位
- EXO − アルバム『Obsession』	Billboard US World Albums第1位

#### 2020
- 今月の少女 − アルバム『12:00』	Billboard US Heatseekers Albums第1位

#### 2021
- TWICE − アルバム『Taste of Love』	オリコンJapanese Albums 第2位
- TWICE − アルバム『Taste of Love』	Billboard Top Album Sales第1位
- TWICE − アルバム『Taste of Love』	Billboard Top Album Sales第1位
- TWICE − アルバム『Taste of Love』	Billboard US World Albums第1位

### J-POP, K-POP の共同作曲・編曲実績一覧

#### 2019
- 2月11日：テヨン（少女時代） - アルバム『Purpose』の表題曲『Spark』（SMエンタテインメント）
- 3月6日：TWICE - アルバム『Summer Nights』の曲『Dance The Night Away』（JYPエンターテインメント）
- 6月24日：Purplebeck - アルバム『Crystal Ball』（Mysticエンターテインメント）
- 7月2日：Ailee - アルバム『butterFLY』の曲『Headlock』（DreamTエンターテインメント）
- 8月20日：Red Velvet - アルバム『The ReVe Festival:Day 2』の曲『Love Is The Way』（SMエンタテインメント）
- 10月14日：SUPER JUNIOR - アルバム『Time_Slip』のシングル曲『I Think I』（SMエンタテインメント）
- 11月5日：BVNDIT - アルバム『BE!』の曲『Dumb』（MNHエンターテインメント）
- 11月27日：EXO - アルバム『Obsession』の曲『Trouble』（SMエンタテインメント）
- 12月23日：Red Velvet - アルバム『The ReVe Festival:Finale』の曲『Love Is The Way』（SMエンタテインメント）

#### 2020
- 3月9日：ITZY - アルバム『IT'z Me』の曲『I Don't Wanna Dance』（JYPエンターテインメント）
- 4月28日：公園少女 - アルバム『The Keys』のシングル曲『Bazooka!』（ソニームジック・コリア）
- 8月10日：ハン・スンウ - アルバム『Fame』の曲『Fever / Sacriface』（Play Mエンターテインメント）
- 9月21日：EVERGLOW - アルバム『−77.82X−78.29』の曲『Untouchable』（Yuehuaエンターテインメント）
- 10月13日：VERIVERY - アルバム『Face Us』の曲『Get Outta My Way』（Jellyfishエンターテインメント）
- 10月19日：今月の少女  - アルバム『12:00』の曲『Fall Again』（Blockberry Creative）
- 10月21日：AleXa - ミニアルバム『DECOHERENCE』の曲『Revolution』（ZB レーベル）
- 10月26日：TWICE - アルバム『Taste of Love』の曲『Baby Blue Love』（JYPエンターテインメント）
- 11月20日：Steve Forest & Te Pai ft. Damien McFly - シングル『Head Above The Water』

#### 2021
- 1月18日：ユホン（東方神起）- アルバム『Noir』の曲『La Rosa』（SMエンタテインメント）
- 1月21日：VICTON - アルバム『Voice: The Future is Now』の曲『Flip A Coin』（Play Mエンターテインメント）
- 2月10日：Chief 1 & Thomas Buttenschøn - シングル『Høyt Over Skyerne』（Chiefment）
- 2月20日：Cherry Bullet - アルバム『Cherry Rush』の曲『Keep Your Head Up』（FNCエンターテインメント）
- 3月10日：WayV - アルバム『Kick Back』の曲『Good Time』（SMエンタテインメント）
- 4月5日：Wendy (Red Velvet) - ミニアルバム『Like Water』の表題曲『Like Water』（SMエンタテインメント）
- 4月15日：Lizzy Wang feat. Julie Bergan - シングル『Flexy』（ワーナーミュージック・中国）
- 6月11日：VIZE x Papa Roach - シングル『CORE (That's Who We Are)』（ソニーミュージック）
- 6月11日：TWICE - アルバム『Taste of Love』の曲『Baby Blue Love』（JYPエンターテインメント）
- 6月28日：2PM - アルバム『MUST』の曲『Moon and Back』（JYPエンターテインメント）
- 8月17日：Red Velvet - アルバム『Queendom』の表題曲『Queendom』（SMエンタテインメント）
- 8月23日：Stray Kids - アルバム『Noeasy』の曲『Secret Secret』（JYPエンターテインメント）